# اسلاپر اسپرینگز، شهرستان بنتون، آرکانزاس
اسلاپر اسپرینگز (به انگلیسی: Sulphur Springs, Benton County, Arkansas) یک شهر در ایالات متحده آمریکا با جمعیت ۵۱۱ نفر است که در آرکانزاس واقع شده‌است.

## موقعیت جغرافیایی
موقعیت جغرافیایی شهرها و مناطق اطراف به شرح زیر است: